# Pulaeus pectinatus
Pulaeus pectinatus är en spindeldjursart som först beskrevs av Ewing 1909.  Pulaeus pectinatus ingår i släktet Pulaeus och familjen Cunaxidae. Inga underarter finns listade i Catalogue of Life.